# Худый-Ходоров, Борис Израилевич
Борис Израилевич Худый-Ходоров (род. 17 января 1922, Керчь — 5 июля 2014) — советский и российский физиолог. Доктор биологических наук (1963), профессор, лауреат Государственной премии СССР (1985), Заслуженный деятель науки РФ (1994), академик РАЕН (1994). Один из создателей отечественной школы исследований по биофизике мембран и нейрофизиологии.

## Биография
Родился в Керчи. В 1934 г. семья переехала в Севастополь. В школьные годы Борис увлекался шахматами.
Окончив в 1939 году с отличием среднюю школу, Борис Ходоров поступил в Харьковский медицинский институт, где с первого курса начал заниматься экспериментами на кафедре нормальной физиологии. Когда началась война, их курс был эвакуирован в Среднюю Азию, где Борис
продолжал учебу и занятия физиологией в Ташкентском медицинском институте. В августе 1944 года Ходоров окончил с отличием мединститут и был мобилизован в ряды Красной армии на должность старшего врача в гаубичный артиллерийский полк 1-го Белорусского фронта. Был дважды контужен, награждён орденами Красной звезды и Отечественной войны и медалями «За освобождение Варшавы», «За взятие Берлина», «За победу над Германией».
Борис Ходоров был демобилизован по ходатайству Е.Б.Бабского и в 1946–1957 гг. работал ассистентом кафедры физиологии МГПИ им. Ленина. В 1949 году Ходоров защитил кандидатскую диссертацию.
В 1953 году во многих научных учреждениях страны внезапно была произведена «реорганизация кадров», связанная с «делом врачей». В результате в компании двух десятков других научных сотрудников еврейской национальности Б. Ходоров был уволен и долго не мог в Москве устроиться на работу по специальности. Только в 1957 году он был избран на должность старшего научного сотрудника в Институт хирургии им. А.В.Вишневского, где впоследствии возглавил лабораторию биофизических исследований.
Лаборатория стала кузницей знаний и талантливых исследователей. Вместе с учениками и коллегами Ходоров создал электрофизиологические установки для регистрации электрических сигналов в перехватах Ранвье изолированных нервных волокон. На этом объекте изучали влияние различных анестетиков и других веществ на генерацию потенциалов действия. Был сделан ряд открытий по расшифровке механизмов действия нейротоксинов и местных анестетиков на возбудимость мембран. Эти работы являлись важными кирпичиками знаний о механизмах функционирования ионных каналов. Они вошли в учебники, книги и руководства по биофизике и физиологии нервной системы.
Многие идеи и результаты исследований были далеко впереди эпохи. Например, ещё в 1969 году, когда представления об аминокислотной
и структурной организации ионных каналов были неизвестны, Ходоров и соавторы предложили молекулярный механизм действия местных анастеников на натриевые каналы, правильность которого была напрямую подтверждена американскими учеными только через пятьдесят лет, после получения в 2011 году кристаллической структуры натриевого канала.
В разгар перестройки, в 1988 году, новое руководство института решило закрыть лабораторию биофизических исследований, как не соответствующую профилю работы Института. Большинство сотрудников перевели в другие отделы, часть оборудования забрали. Ходоров с несколькими ближайшими учениками и остатками оборудования перешел в НИИ общей патологии и патофизиологии РАМН. Начался очень трудный этап научной деятельности, когда в уже солидном (пенсионном) возрасте нужно было начинать почти с нуля организацию новой лаборатории в очень тяжелое для науки время.
Для работы в новом институте необходимо было кардинально сменить экспериментальные модели и задачи исследований. У Ходорова зародился интерес к проблеме гибели нейронов. Окончательно идея нового направления — патофизиология нейронов головного мозга — сформировалась в ходе поездки в США с Г.Н. Крыжановским. А в 2001 году новым директором института академиком А.А. Кубатиевым была создана лаборатория «Патологии ионного транспорта и внутриклеточной сигнализации». В результате Ходоров с сотрудниками создал новое для науки в России направление по исследованию молекулярно-клеточных основ нейротоксичности. Пионерские работы по изучению нарушения кальциевого гомеостаза нейронов мозга при гиперстимуляции глутаматных рецепторов, а также выяснению роли митохондрий в нейротоксичности клеток мозга получили широкое международное признание.

## Вклад
Научные труды Б.И. Ходорова посвящены вопросам ионных и молекулярных механизмов действия биологически активных веществ на возбудимые клетки, взаимодействию условных и безусловных двигательных оборонительных рефлексов, механизмам проведения нервных импульсов по геометрически и функционально неоднородным тканям, ионным механизмам гибели нервных клеток при кислородной недостаточности и др.
Благодаря редкому таланту общения и умению привлекать к себе интересных, творческих людей Ходоров сформировал целую плеяду ученых, плодотворно работающих вместе с ним, а также в ведущих научных центрах России и разных странах мира.
Он автор четырёх монографий, а также соавтор учебника «Физиология человека» (1966), переведенного на многие иностранные языки. Организатор и руководитель секции физиологии клетки при Московском физиологическом обществе. Руководитель группы в Научно-исследовательском институте общей патологии и патофизиологии РАМН. Член совещательной коллегии журналов "Биологические мембраны", "Neuroscience" и "Cell and Molecular Neurobiology".

## Сочинения
- Бабский Е. Б., Зубков А. А., Косицкий Г. И., Ходоров Б. И. Физиология человека / Под ред. академика АН УССР Е.Б. Бабского. — 2-е изд., переработанное. — Медицина, 1972. — 65 000 экз.
- Проблема возбудимости. М., 1969.
- Общая физиология возбудимых мембран. М., 1975.
- Природные нейротоксины – активаторы натриевых каналов возбудимых мембран нервных и мышечных клеток. М., 1990.